# Палаццо Д’Арко
Палаццо Д’Арко (итал. Palazzo D'Arco) — историческое здание, палаццо (дворец) в Мантуе, Ломбардия, Северная Италия.

## История
Строительство дворца началось в 1784 году по инициативе дворянской семьи Трентино д’Арко, которая обосновалась в Мантуе с 1740 года. После приобретения резиденции графов Кьеппио граф Джованни Баттиста Герардо д’Арко задумал перестроить дворец в соответствии с веяниями неоклассицизма, вдохновленного творчеством Андреа Палладио. Строительные работы были поручены архитектору Антонио Колонне. Результат представляет собой пример аристократической резиденции, богатой мебелью и картинами, с библиотекой, садом, и экседрой из двух небольших помещений, в одном из которых находится необыкновенный живописный цикл «Зала Зодиака» — работа Дж. М. Фальконетто, выполненная около 1515 года.
В 1872 году здания и прилегающий сад были приобретены Франческо Антонио д’Арко у маркизов Далла Валле. Архитектурный комплекс, выходящий на одноименную площадь, продолжается слева зданием конюшен, ныне преобразованным в Театр д’Арко, где с 1946 года располагается Театральная академия Франческо Кампогаллиани, основанная Этторе Кампогаллиани.
Во дворце также жил граф Карло д’Арко (1799—1849), историк и коллекционер исторических документов. С 1847 по 1848 год он занимал должность подесты Мантуи. Последний член семьи, умерший в 1973 году, Джованна деи конти д’Арко Кьеппио Ардиццони, маркиза Гуиди ди Баньо, основала Фонд д’Арко. В своём завещании от 1956 года она указала, что после её смерти всё имущество, включая дворец и находящиеся в нём коллекции (гербарий, картинная галерея, архив, библиотека, музыкальные инструменты, обстановка, оружие), должно стать публичным музеем. Художественная галерея особенно богата картинами Никколо да Вероны, Луини, Маньяско, Франса Пурбуса Младшего, Ван Дейка. В 2014 году Фонд д’Арко получил в дар произведения от маркиза Федерико Кавриани, члена знатной мантуанской семьи Кавриани, некоторые из которых собраны и выставлены в специальной «комнате Кавриани» (Sala Cavriani).

## Картинная галерея
В коллекции живописи Палаццо д’Арко имеются картины: Никколо да Верона, учеников Питера Артсена и Иоахима Бекелара, Лоренцо Коста Старшего и Младшего, Себастьяна Бурдона, Франса Пурбуса Младшего, Бернардино Луини, Алессандро Маньяско, Лоренцо Лотто, Тинторетто, Себастьяна Маццони, Даниеле Креспи, Бартоломео Манфреди, Луи Мирадори, Антониса Ван Дейка, Яна Вильденса, Андреа Урбани, многих других художников. В отдельном зале представлен живописный цикл мантуанского художника Джузеппе Баццани.

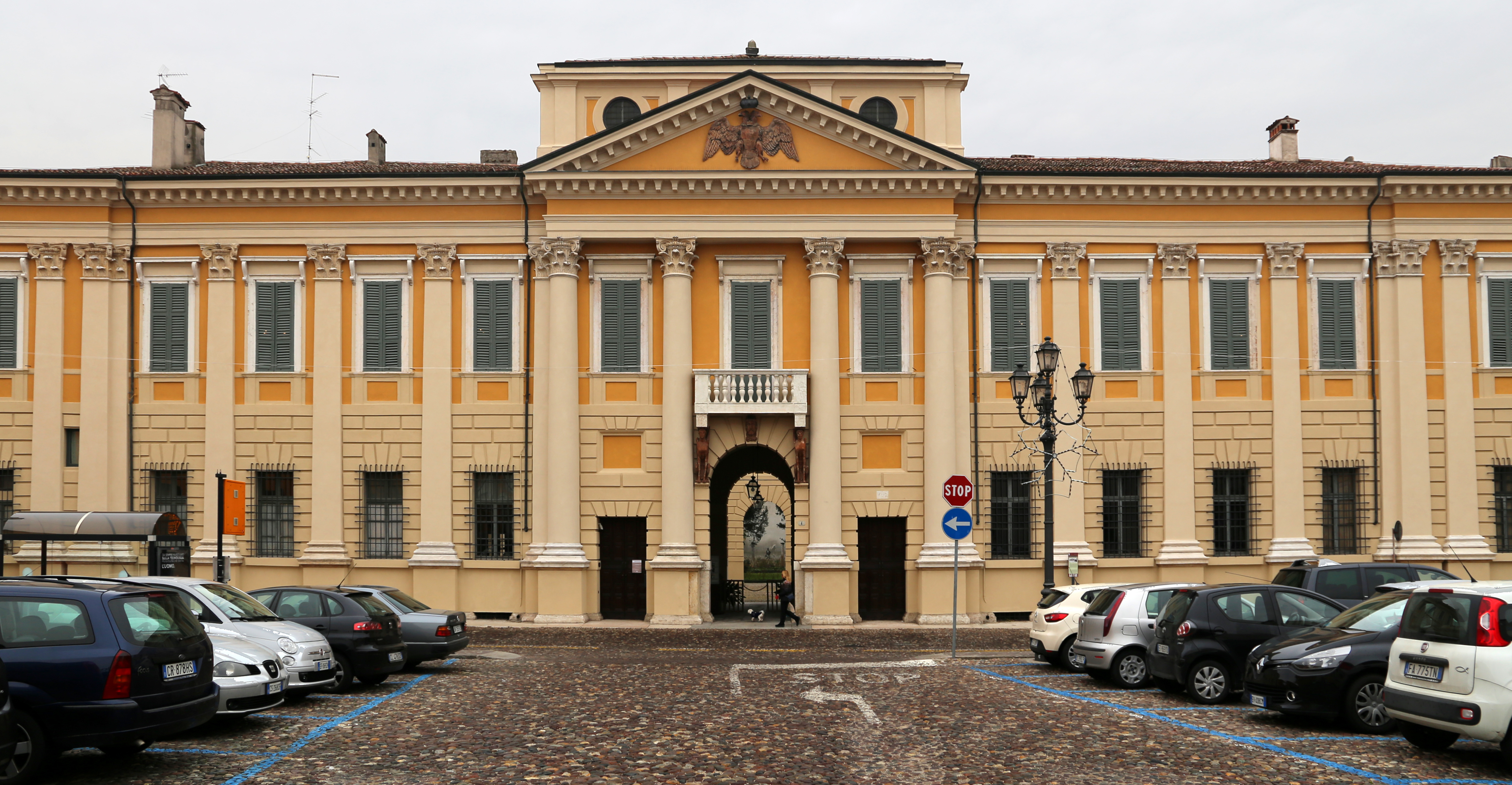
Главный фасад палаццо
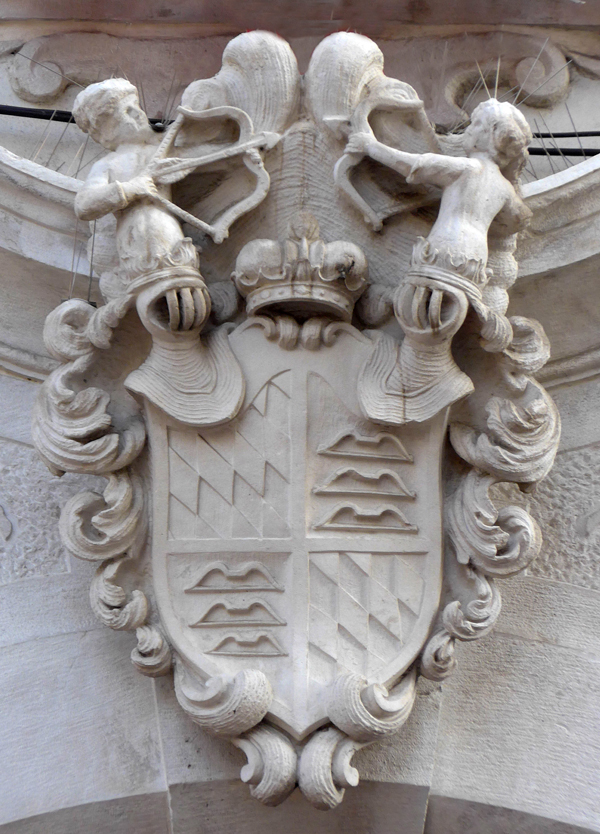
Герб рода д'Арко на фасаде здания
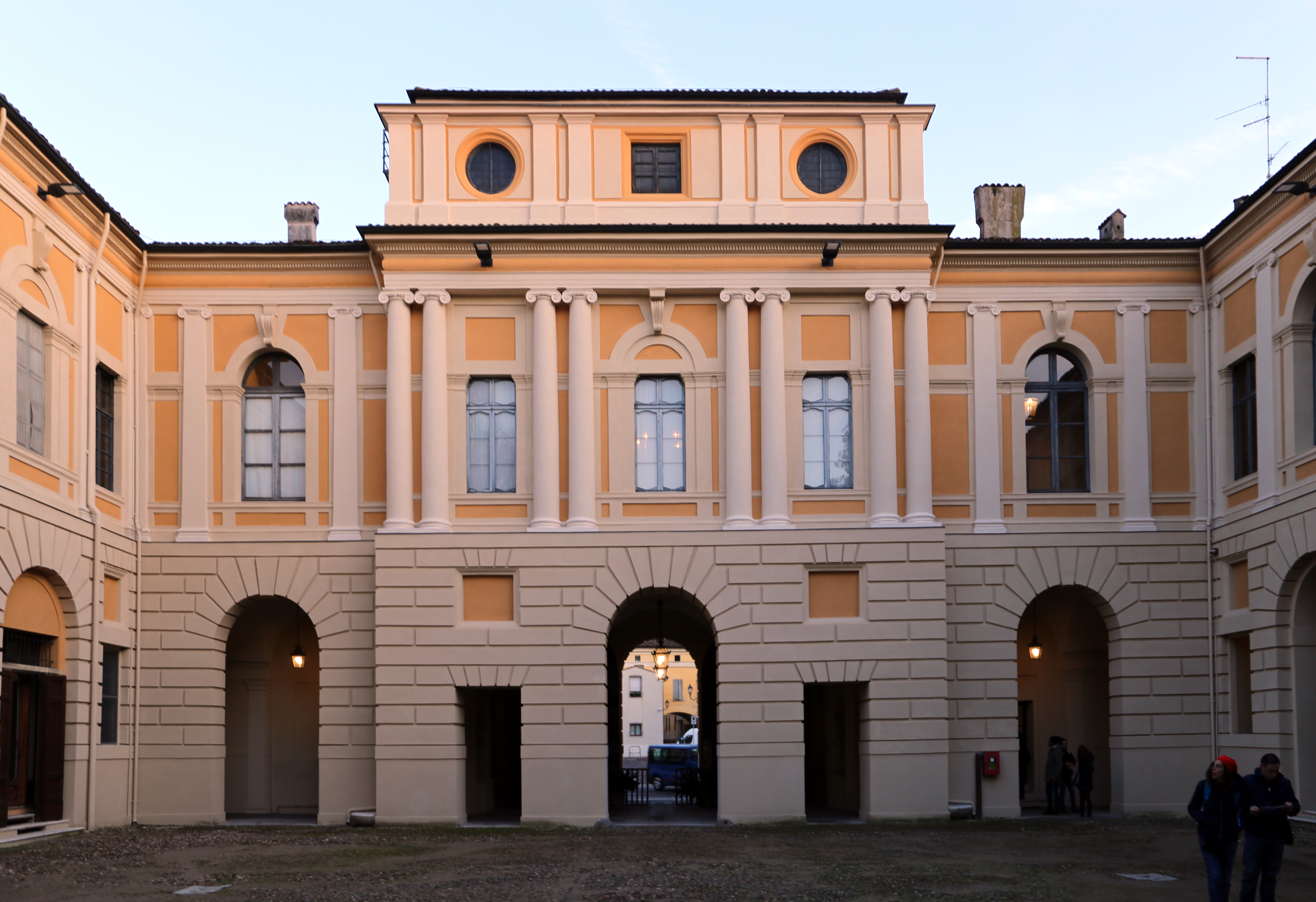
Кортиле (двор)
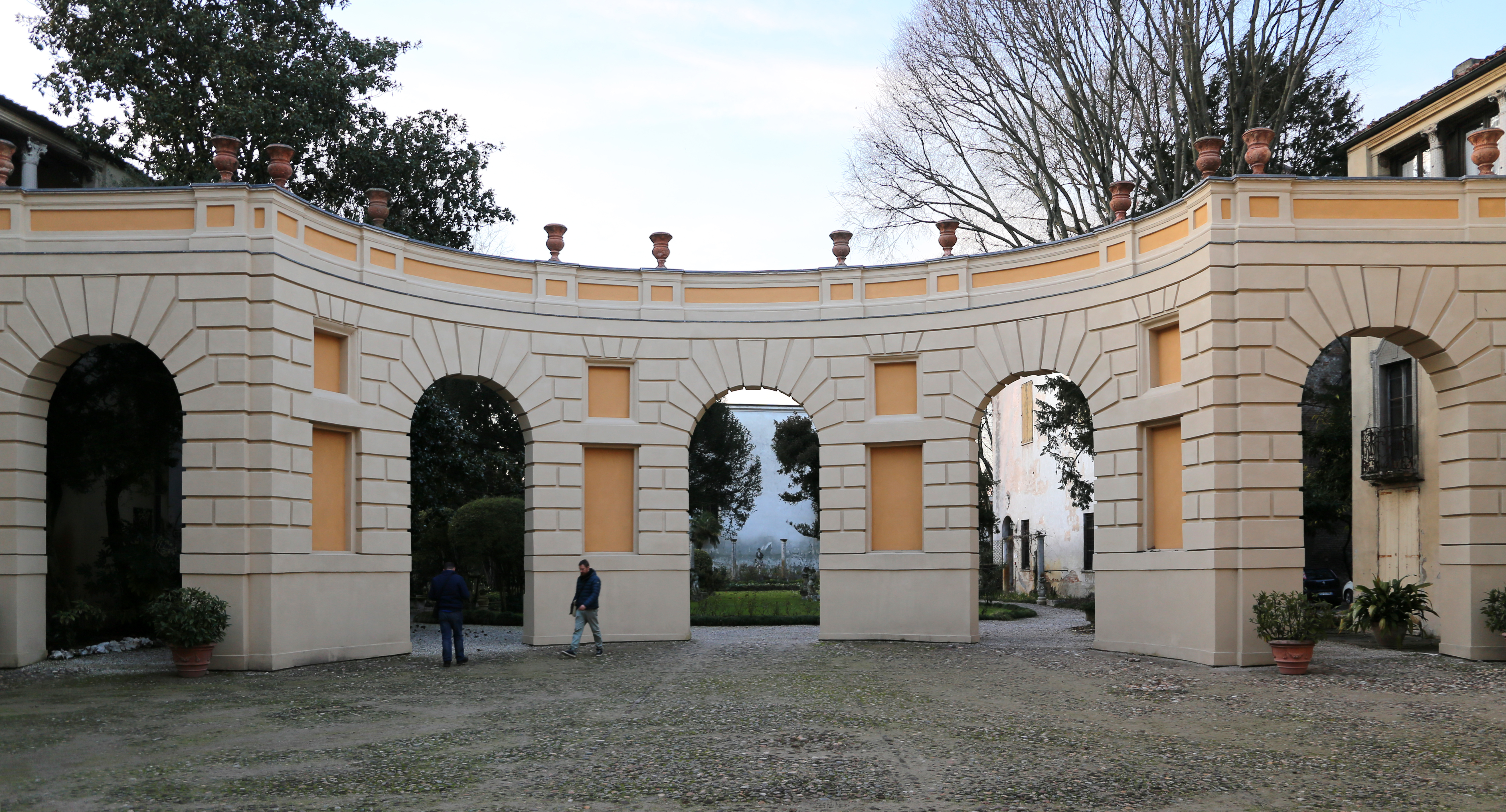
Галерея кортиле
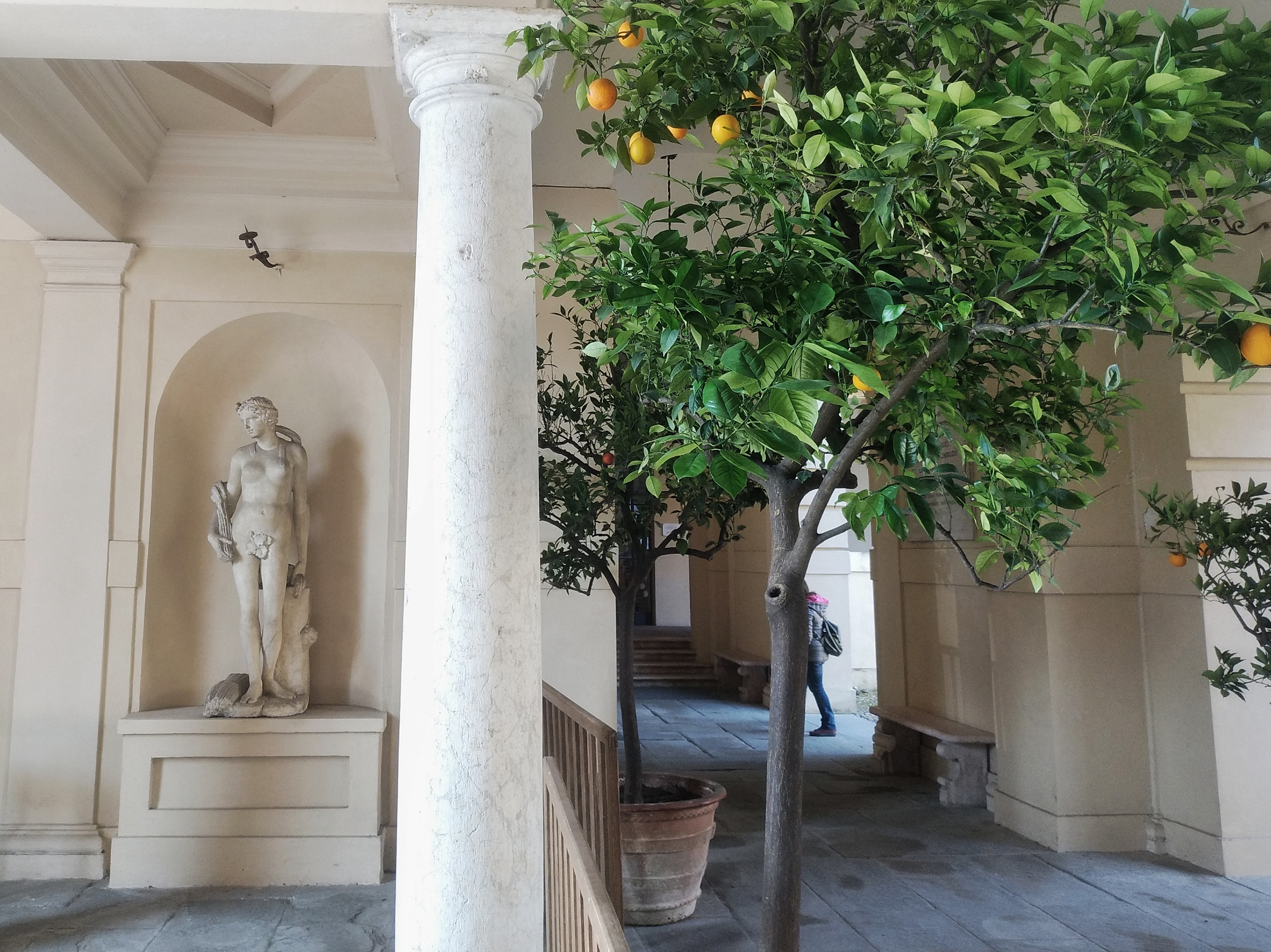
Портик экседры
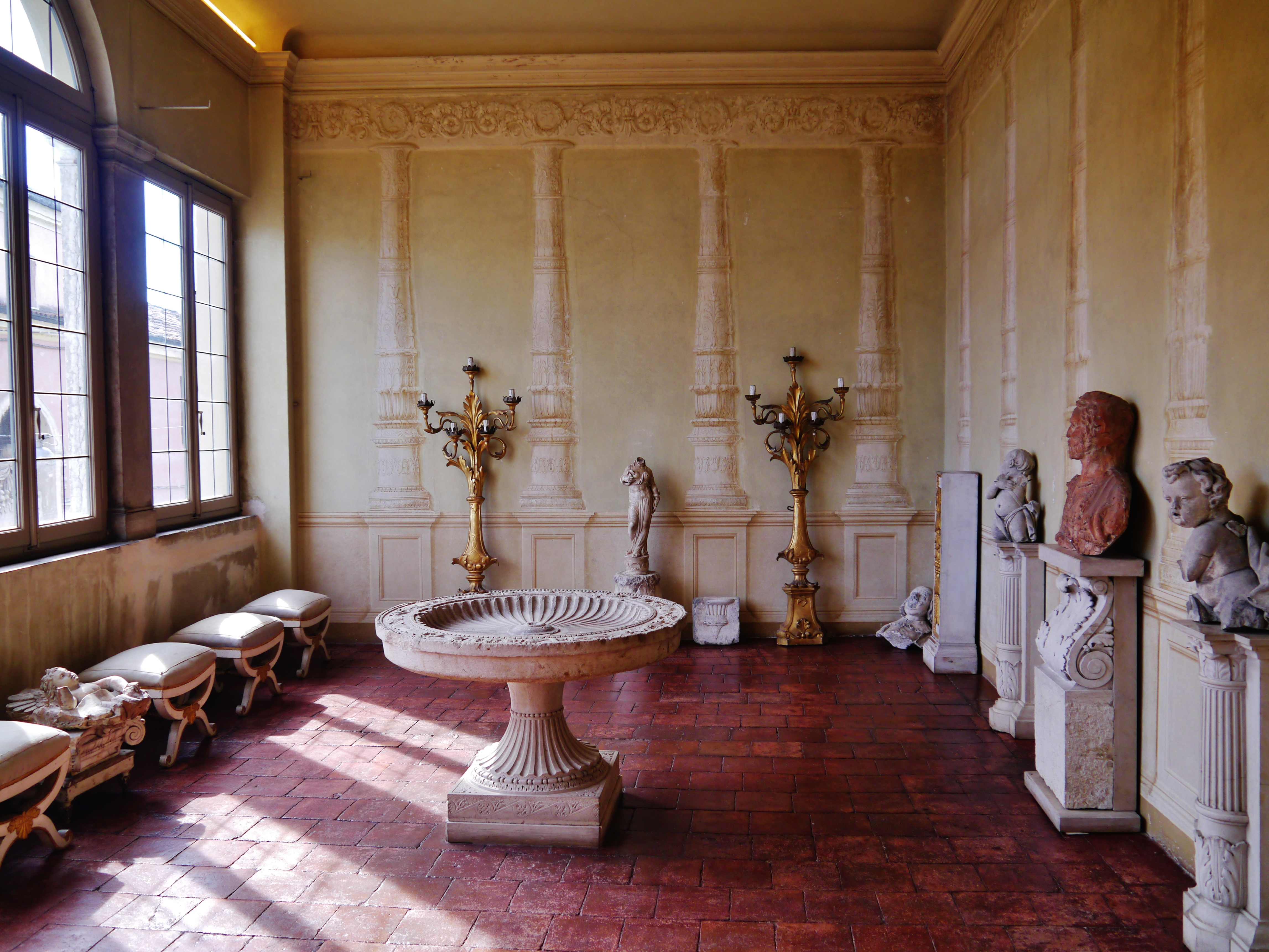
Внутренняя лоджия
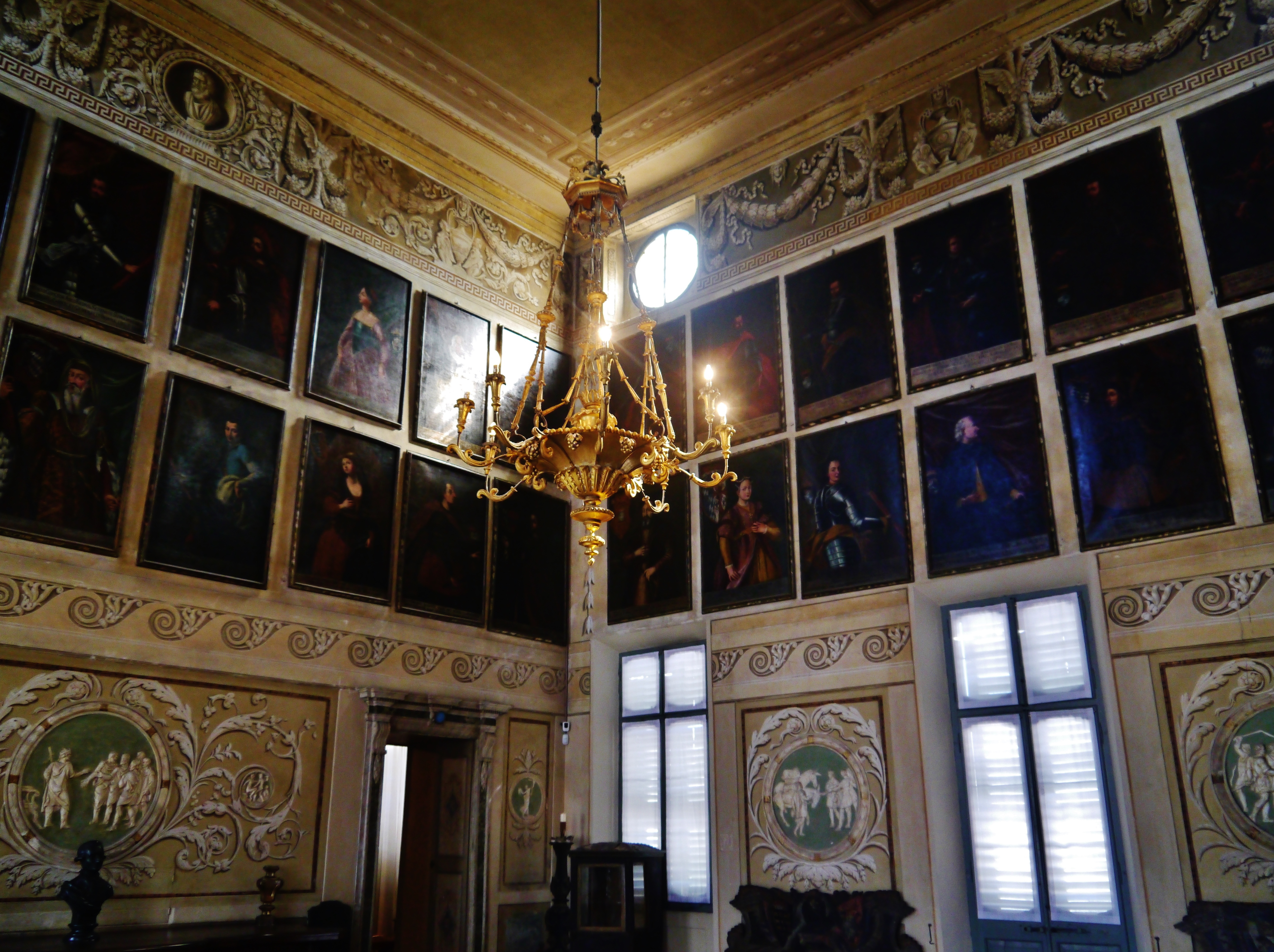
Салон предков
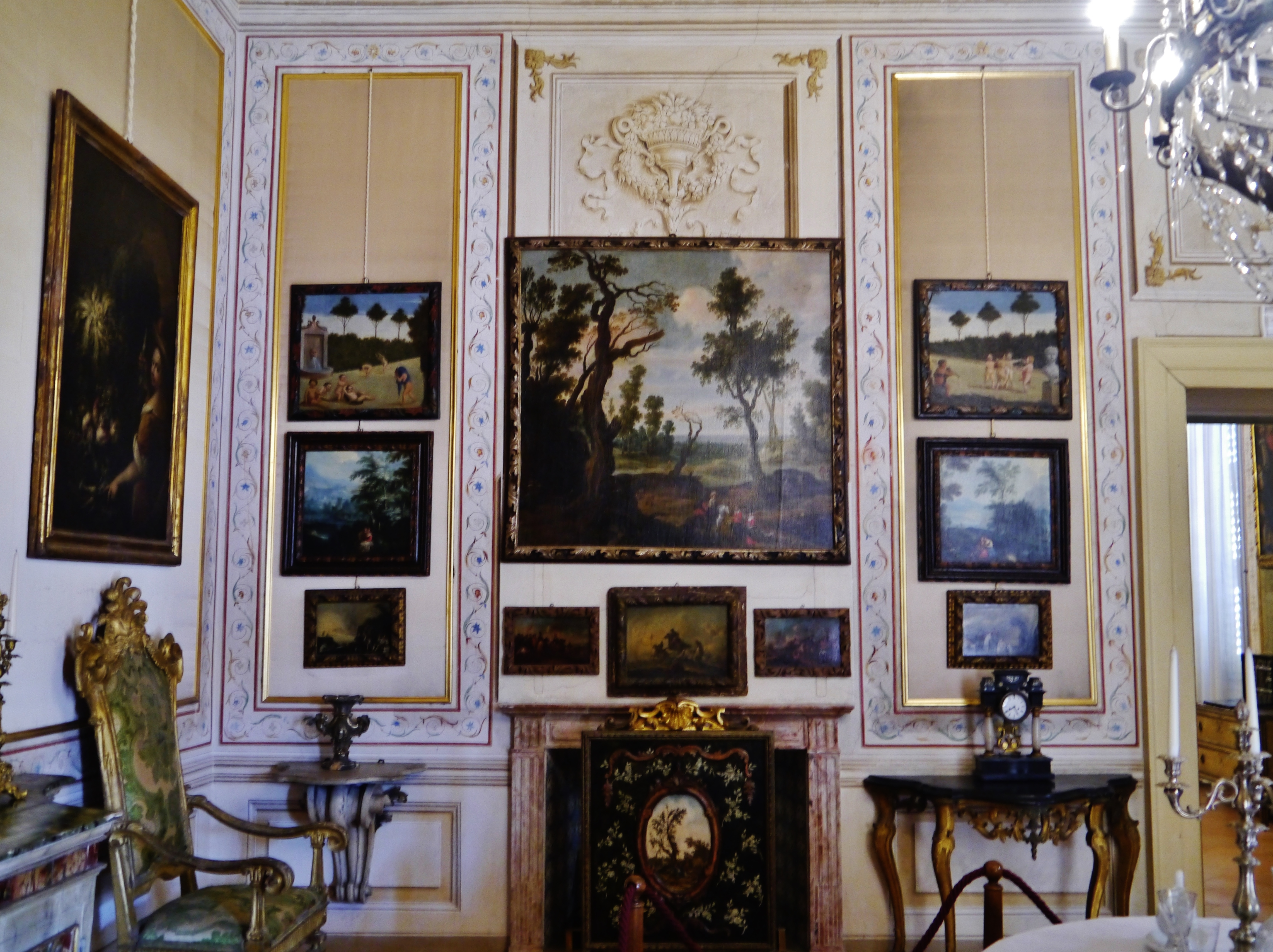
Зал натюрморта
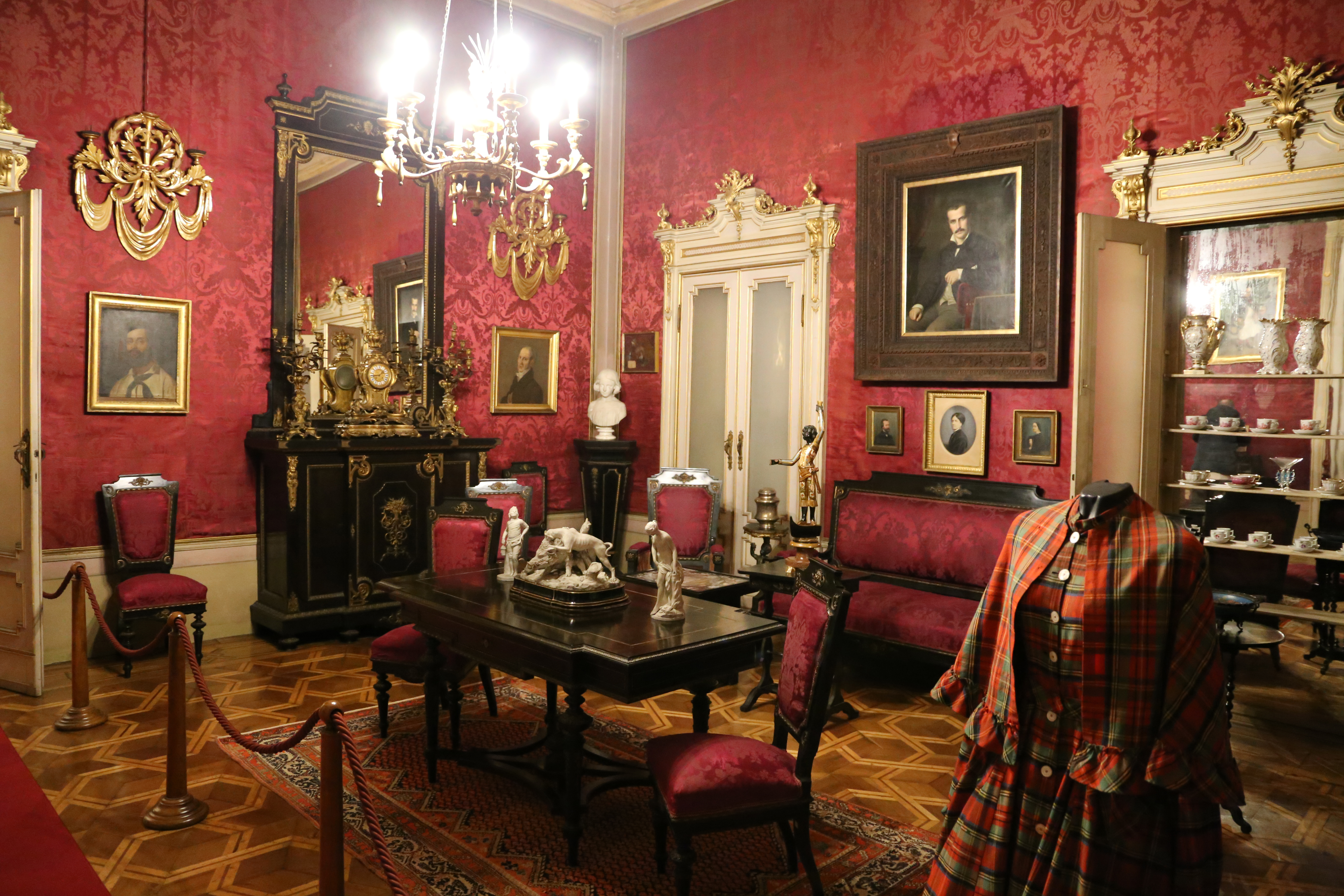
Красный зал
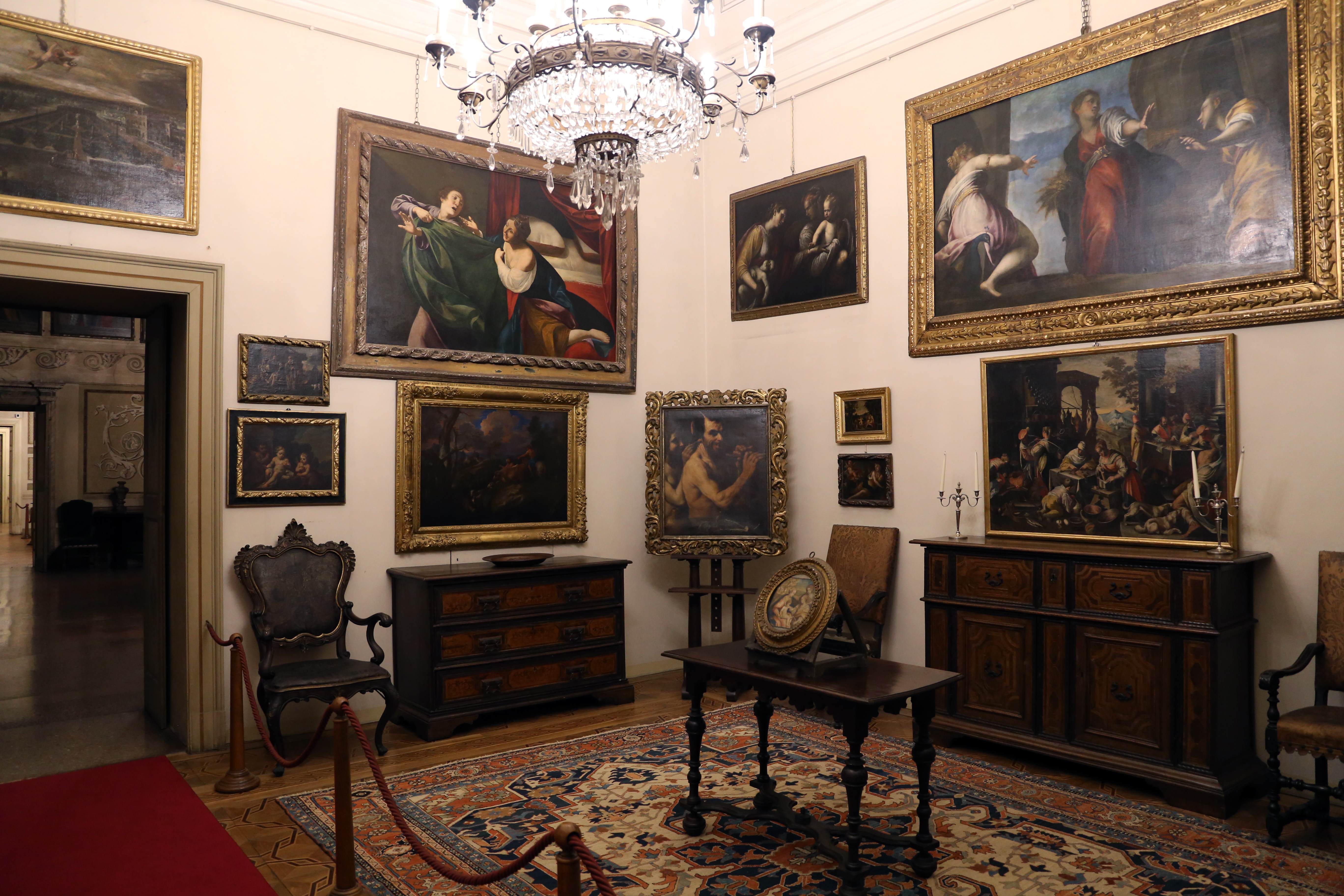
Зал Дианы
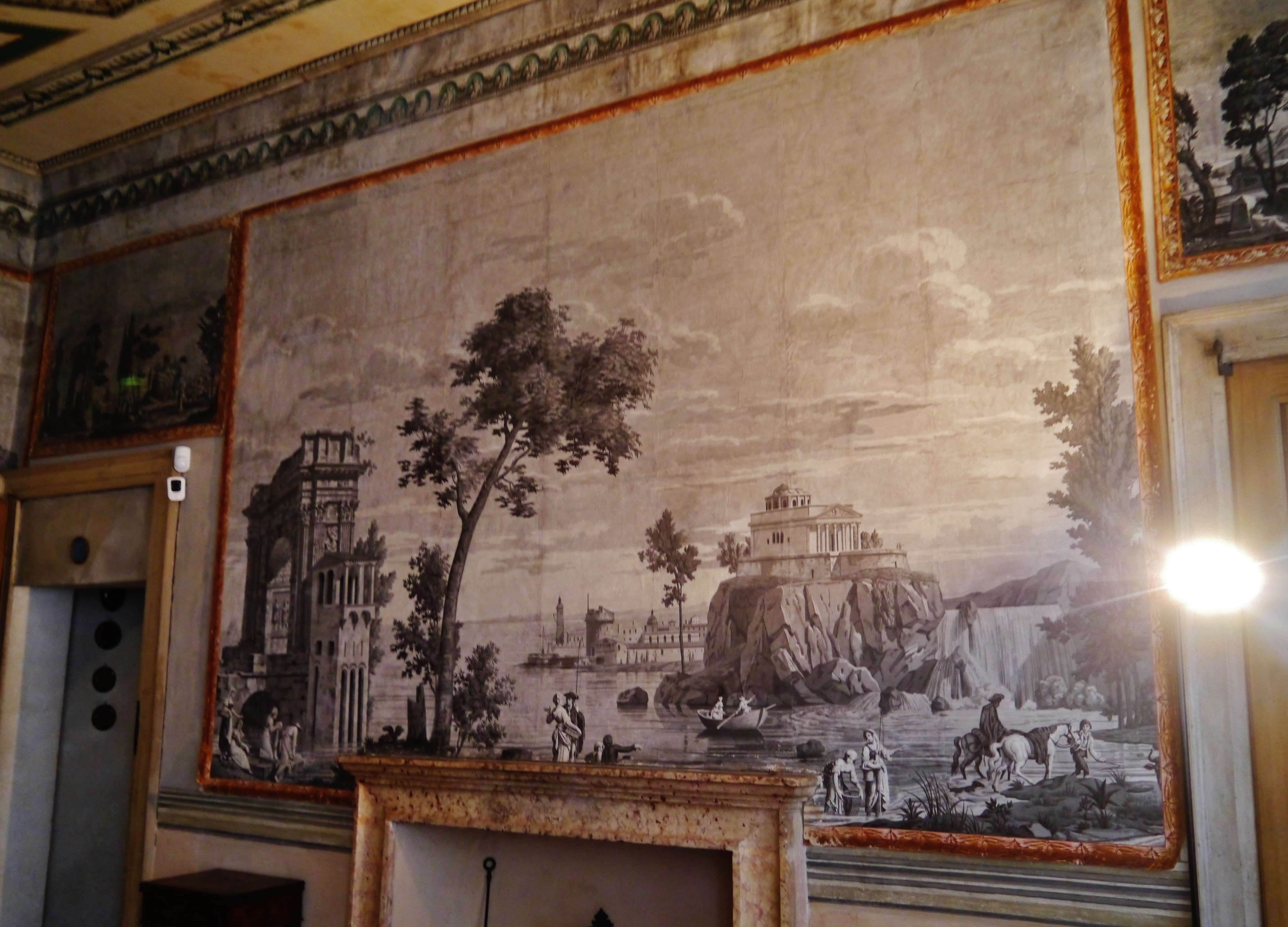
Зал шпалер
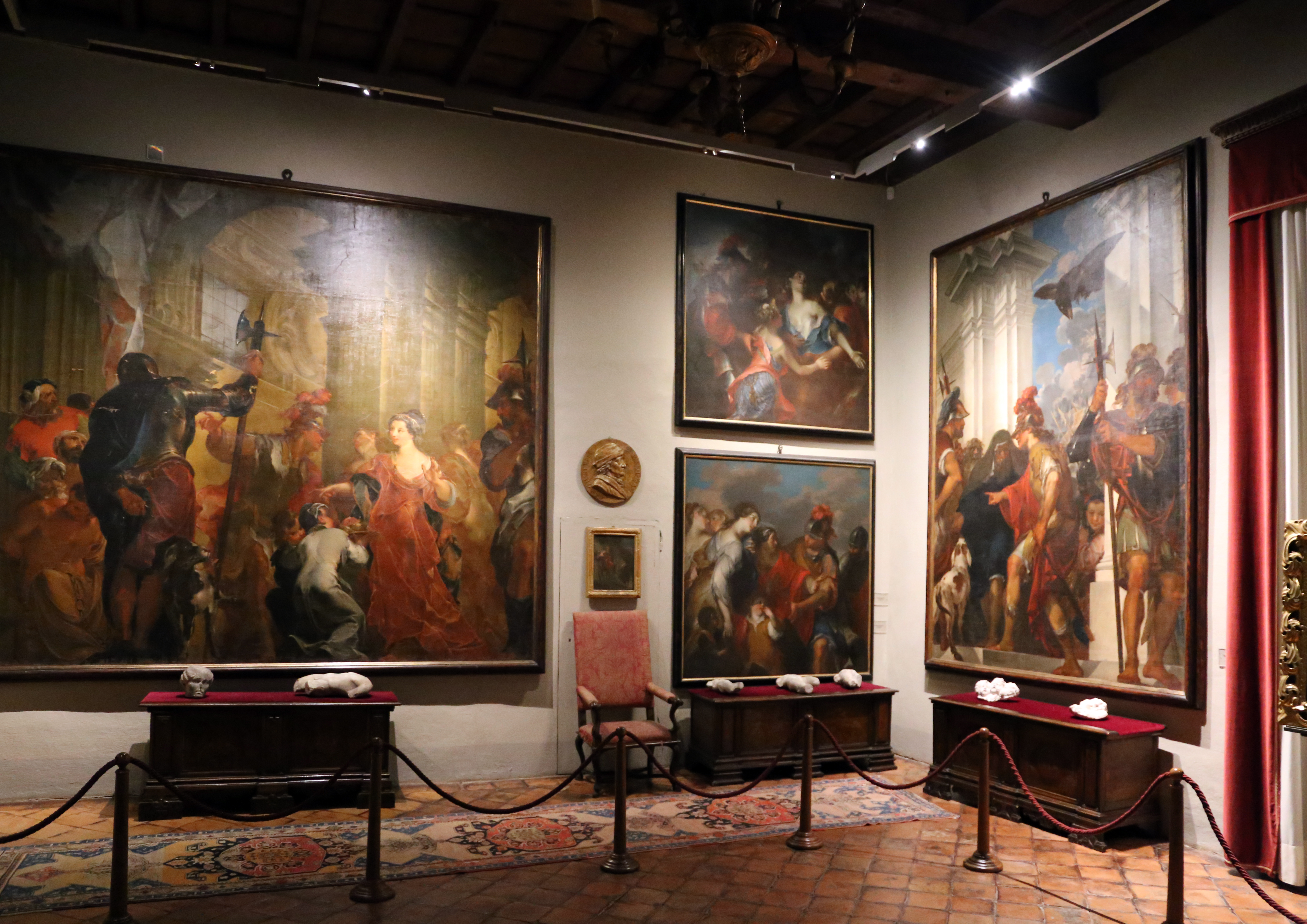
Зал Баццани
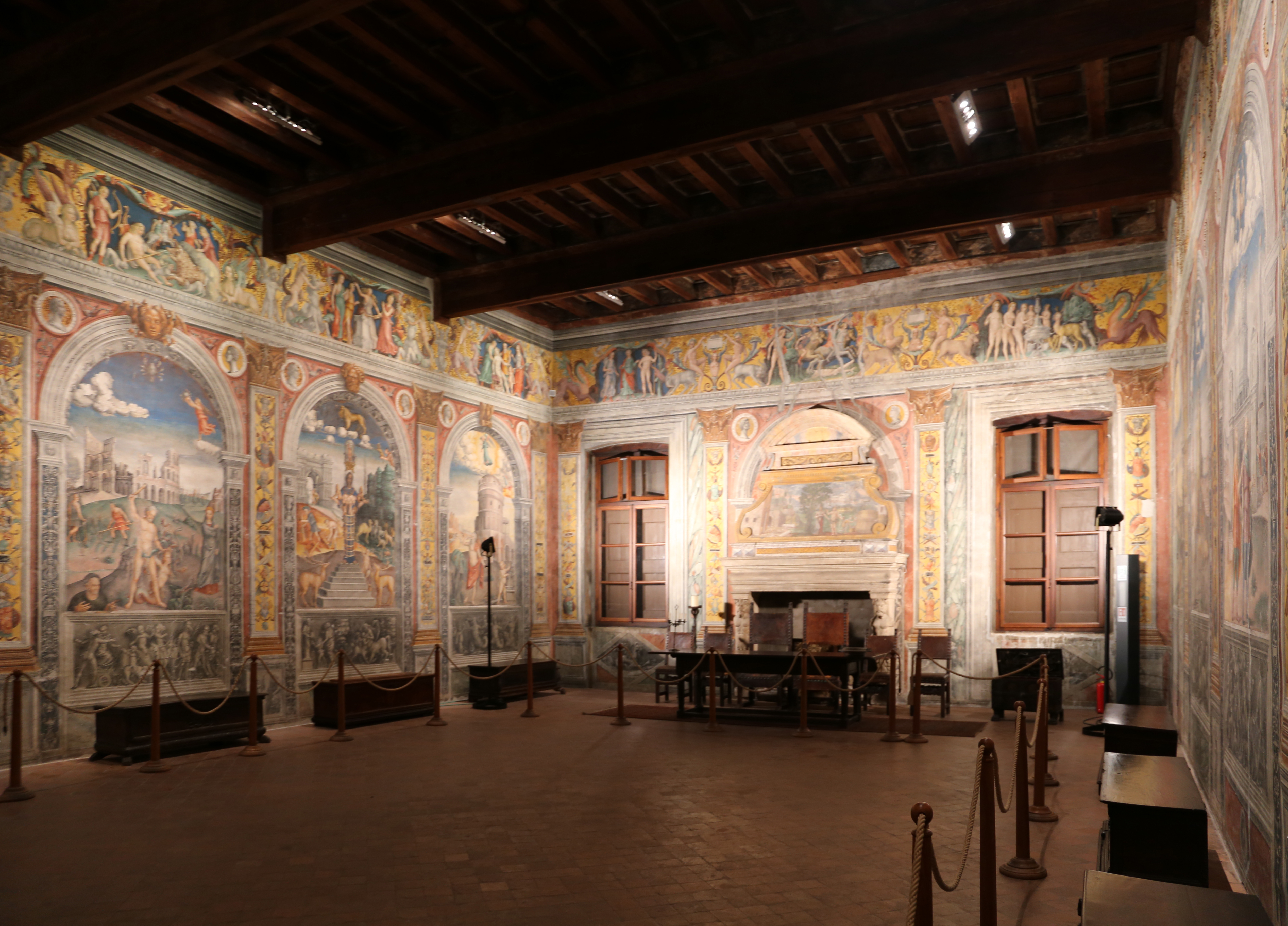
Зал зодиака

## Зал Зодиака
Зал Зодиака (Sala dello Zodiaco), или Зал Фальконетто (Sala del Falconetto), названный по имени создателя — архитектора и живописца Джованни Мария Фальконетто из Вероны (1468—1535), созданный около 1515 года, является художественной вершиной музея. Размеры комнаты составляют 9,70 x 15,40 × 6,30 м. Все четыре стены украшены фресками с композициями на тему знаков зодиака, по одному на каждой из коротких сторон, по пять на обеих длинных сторонах, так что противостоящие знаки обращены друг к другу: Овен противостоит Весам, Телец — Скорпиону, Близнецы — Стрельцу, Рак — Козерогу, Лев — Водолею, Дева — Рыбам. К сожалению, изображение «Весов» было скрыто камином, встроенным в стену, возможно, в XVII веке, и его основная часть была утрачена.
Долгое время ни автор, ни заказчик фресок не были известны. Первое исследование всего зодиакального цикла фресок принадлежит Паоле Моретте, датируется 1918 годом и опубликовано в журнале «Rivista d’Arte». Моретта приписывала эту работу школе Лоренцо Косты Старшего. Задачу определения заказчика фресок выполнял Эрколано Марани. Мантуанский ученый, отталкиваясь от слов Вазари, по словам которого Фальконетто работал в Мантуе у господина Луиджи Гонзага, предложил имя Бенедетто Тосабецци, владельца дома. Так, сам Марани, обоснованно отвергнув имя Луиджи Гонзага из рода Коррадо, заявил, что склонен идентифицировать Луиджи Гонзага, упомянутого Вазари, с Луиджи (или Луиджи Алессандро) ди Родольфо Гонзага, чей дом, однако, находился в районе Грифоне и состоял из здания, в котором сегодня размещаются Государственный архив и башня Гамбулини. Луиджи унаследовал здание от своего отца Родольфо и в первый период своей жизни выбрал его в качестве своей постоянной резиденции, пригласив веронского художника и архитектора Джованни Мария Фальконетто его украсить. Ныне считается доказанным, что фрески выполнял сам Фальконетто с учениками.
В центре арочных обрамлений повторяется изображение замкового камня с маскароном (горгонейон, то есть голова горгоны Медузы с двумя выступающими змеями под шеей и двумя крыльями, в Овне или окружённая двумя птицами; голова быка; комическая театральная маска; голова Юпитера Аммона; орёл). Они зеркально повторяются в противоположных знаках, как и обрамления с орнаментами гротеска и медальоны с изображениями Цезарей.
Окруженные фантастическими тератоморфными фигурами, представляющими большой иконографический интерес, центральные композиции представляют собой шестнадцать изображений, взятых (за исключением первого, двенадцатого и пятнадцатого) из «Метаморфоз» Овидия.
Чаще всего на переднем плане изображены различные виды деятельности по месяцам, а на дальнем плане — классический миф или страница древней истории, а также архитектура римской или византийской эпохи. Слева или справа от знака, выделяющимся на облаках неба изображён персонаж (Юпитер в Овне, Тельце, Близнецах, Льве, Деве, Стрельце, Козероге; Юнона в Раке и Скорпионе; Юпитер (?) в Рыбах). Изображения месяцев, по всей видимости, были взяты с римских фресок, литературным источником которых является византийский роман XII века Евматия Макремволита «Повесть об Исминии и Исмине».

## Фрески Зала Зодиака

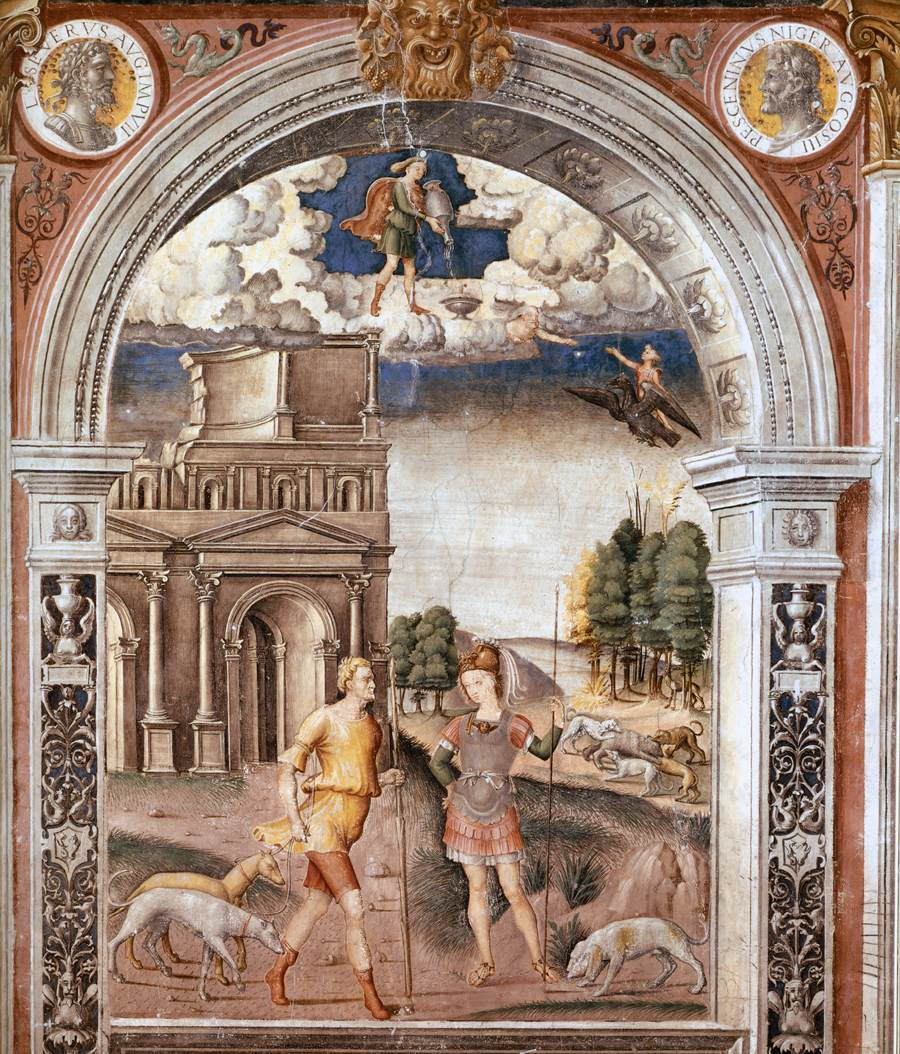
Водолей
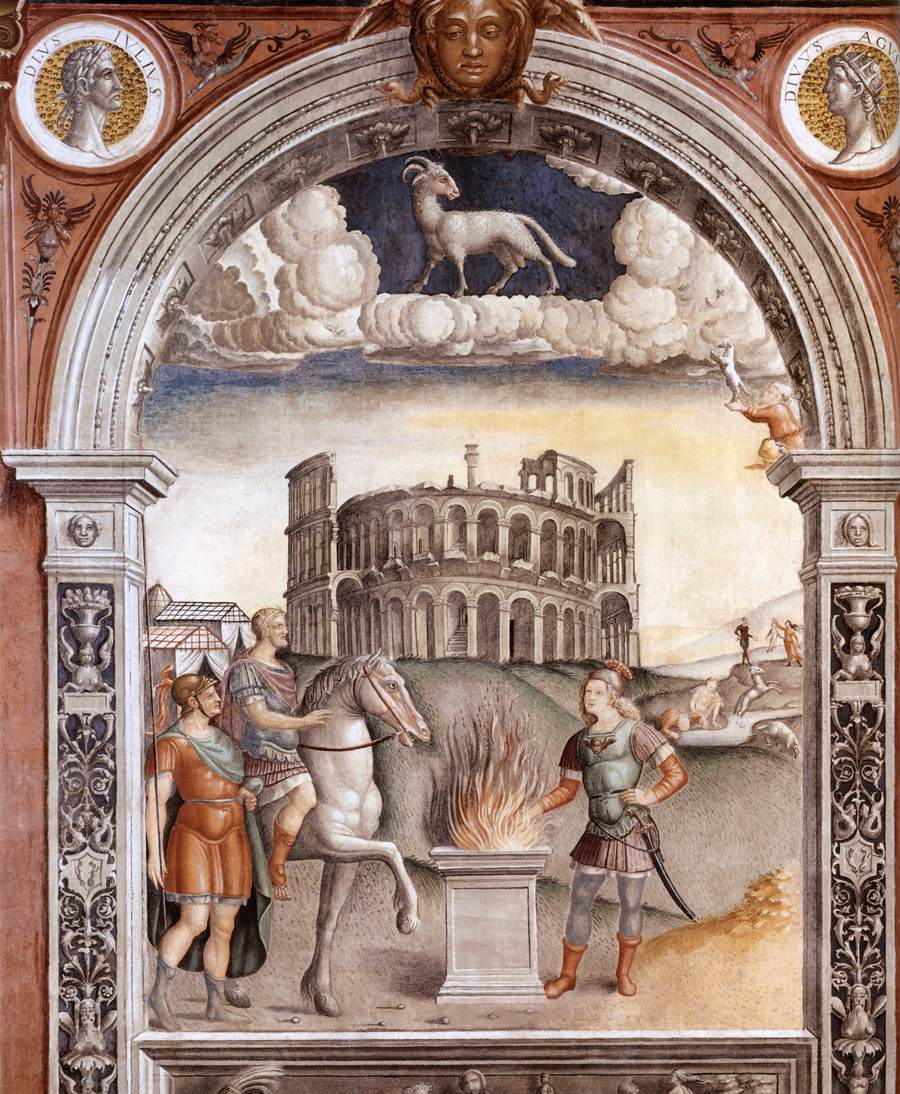
Овен
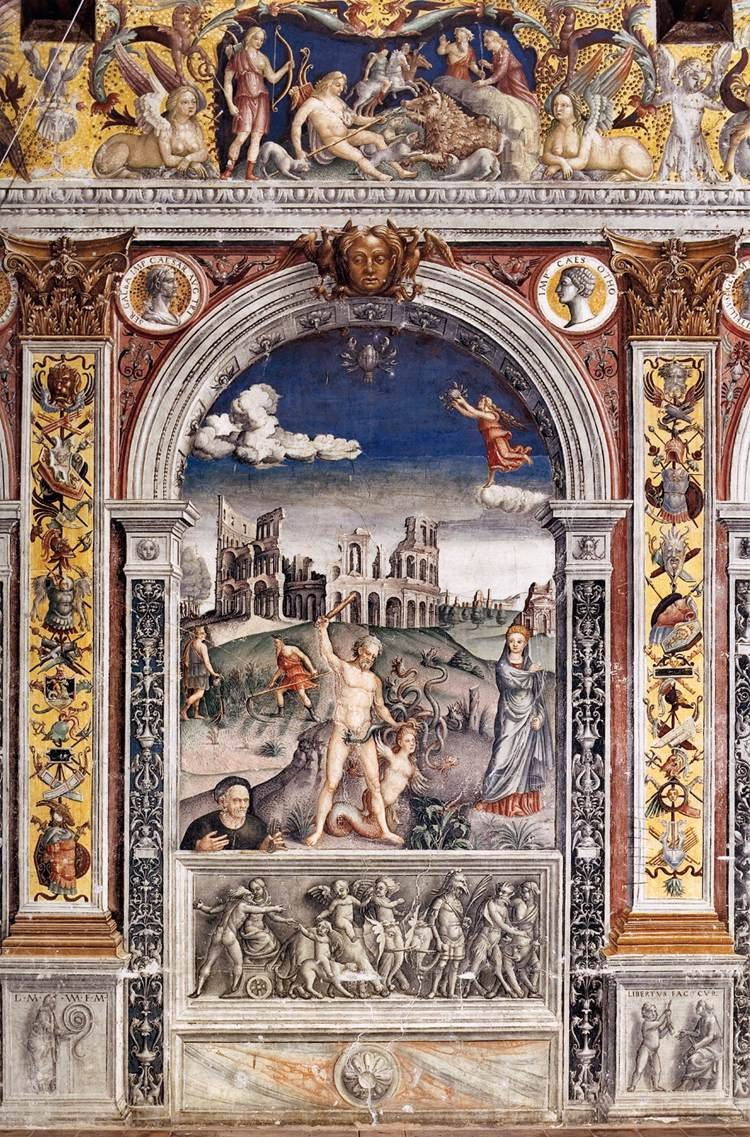
Рак
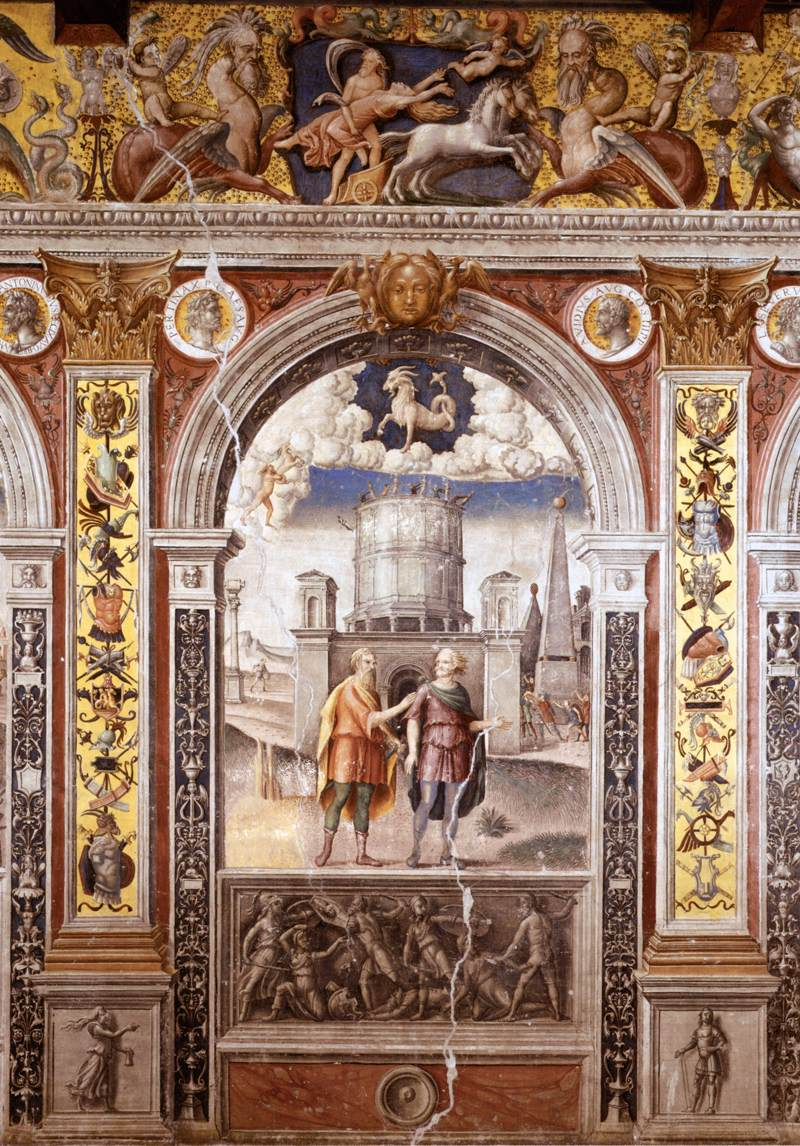
Козерог
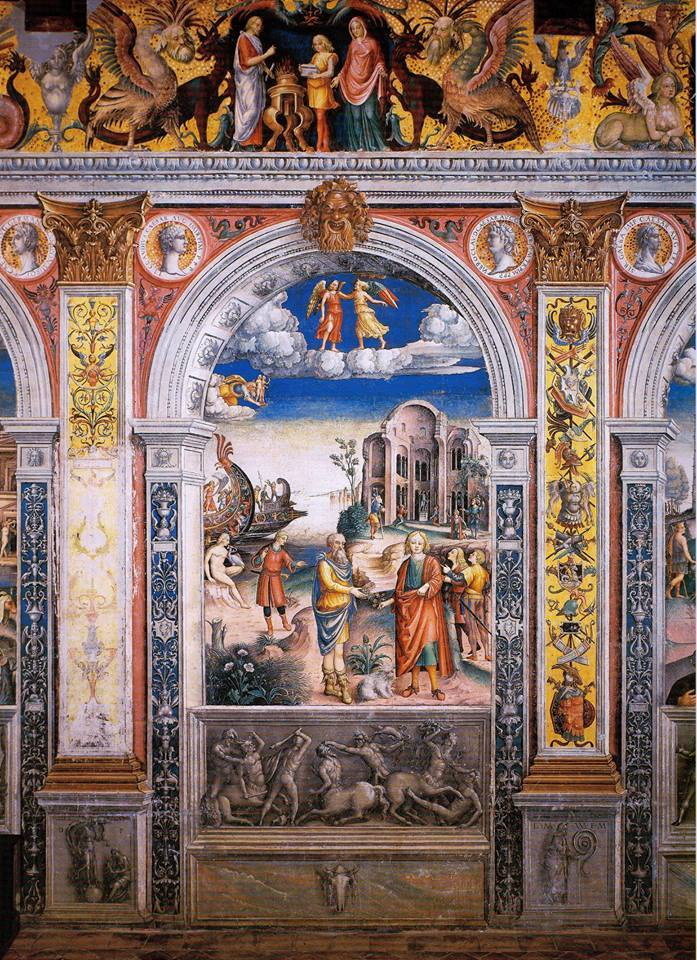
Близнецы
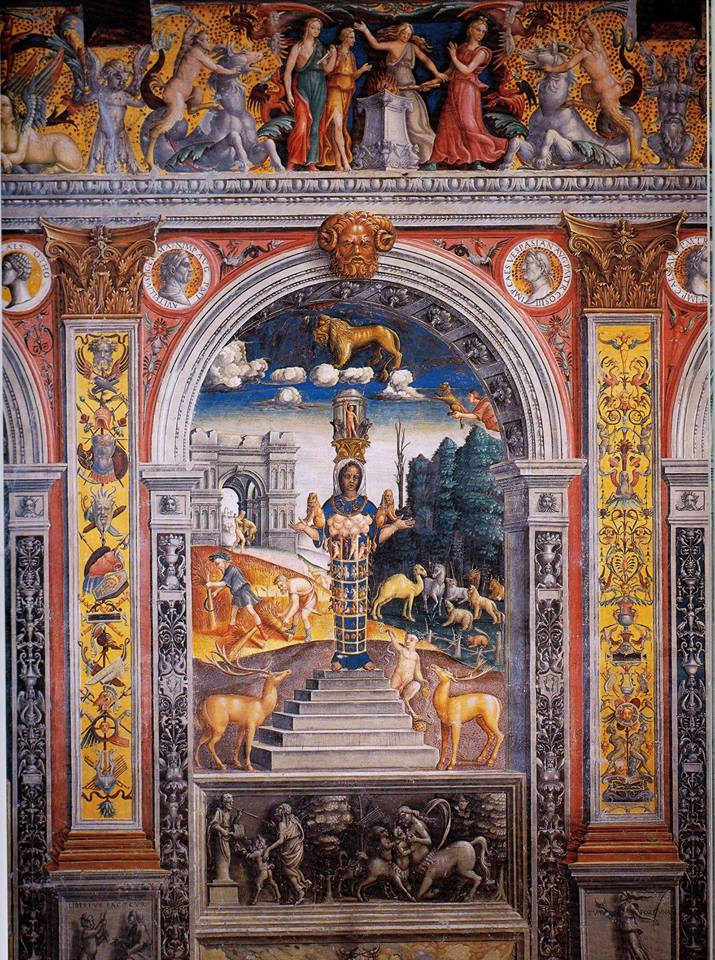
Лев
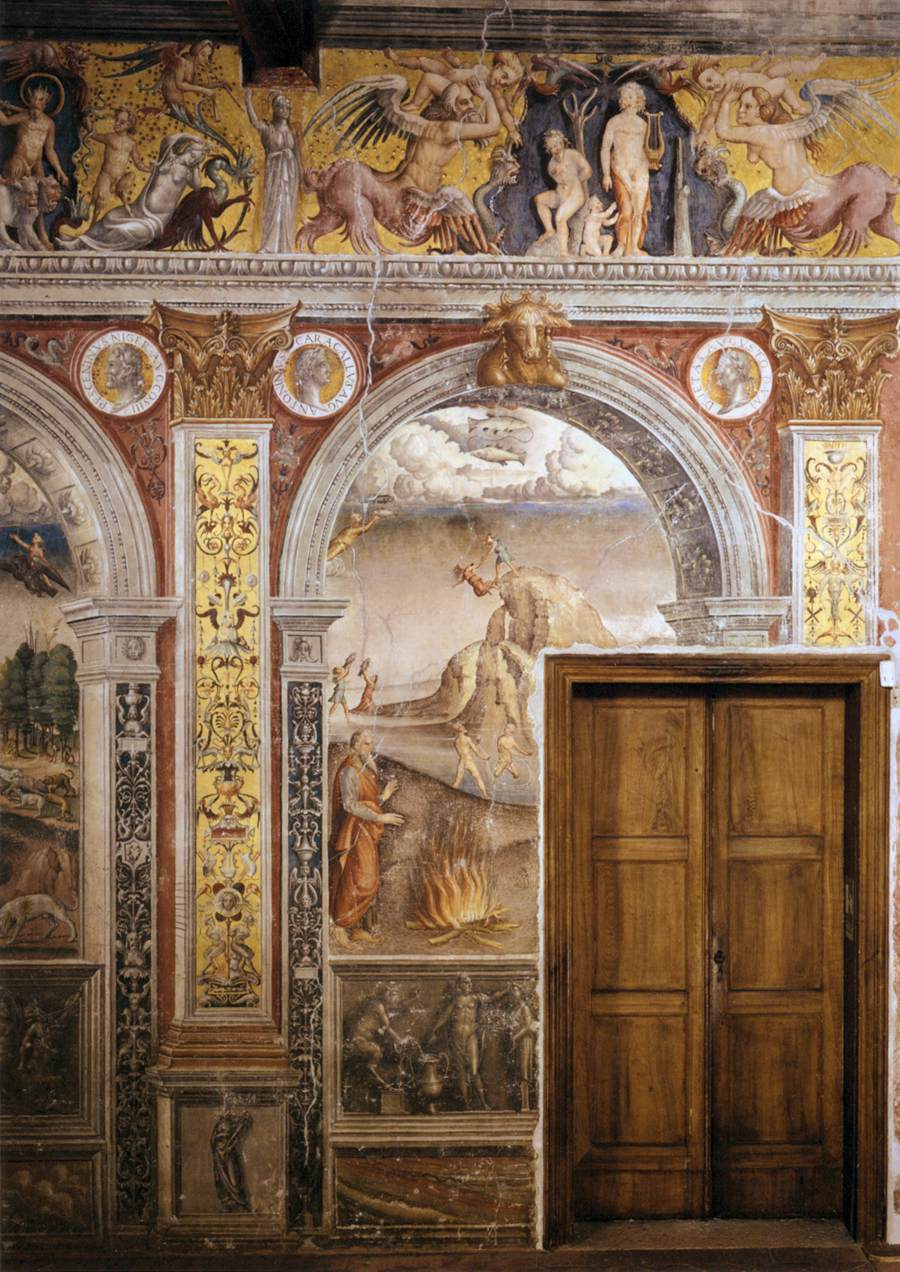
Рыбы
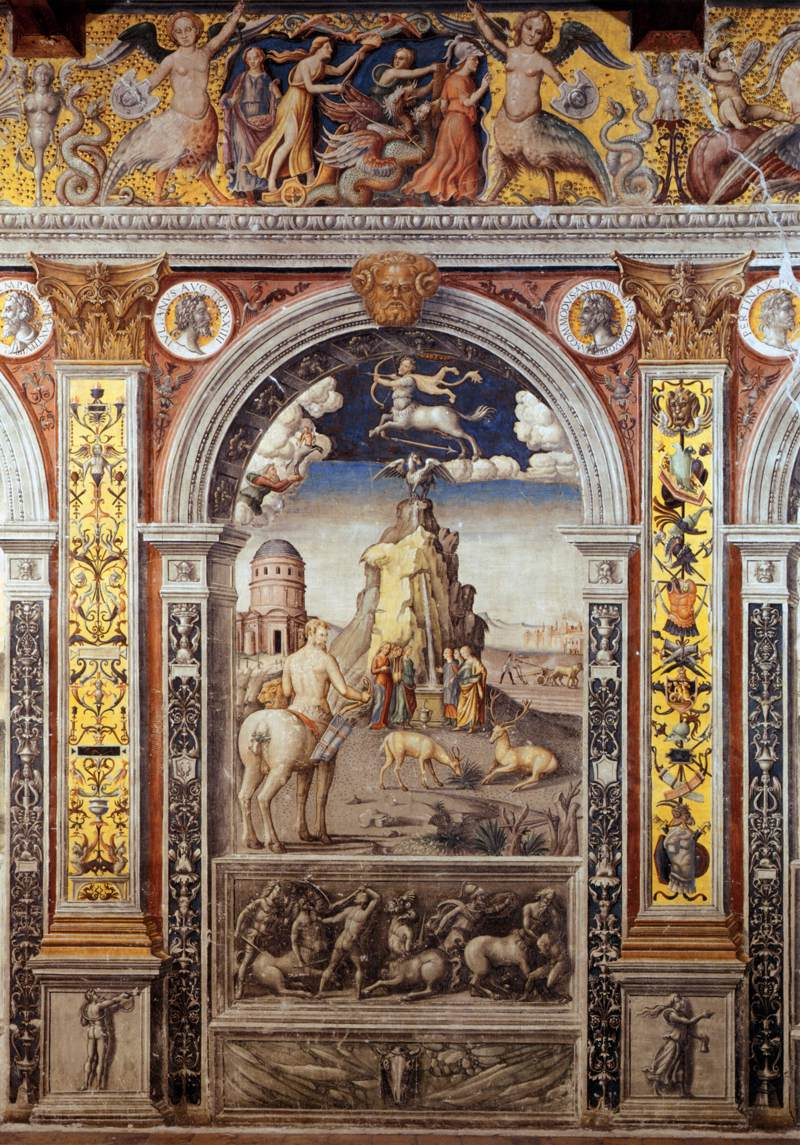
Стрелец
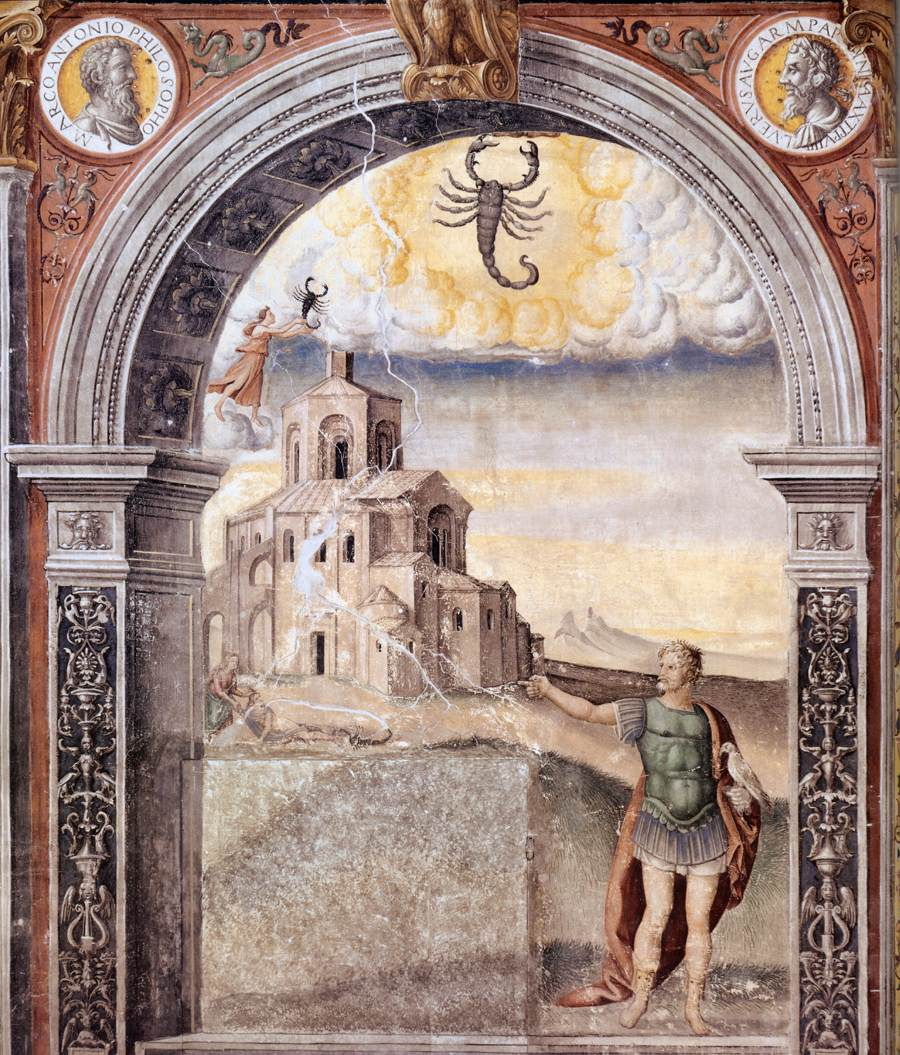
Скорпион
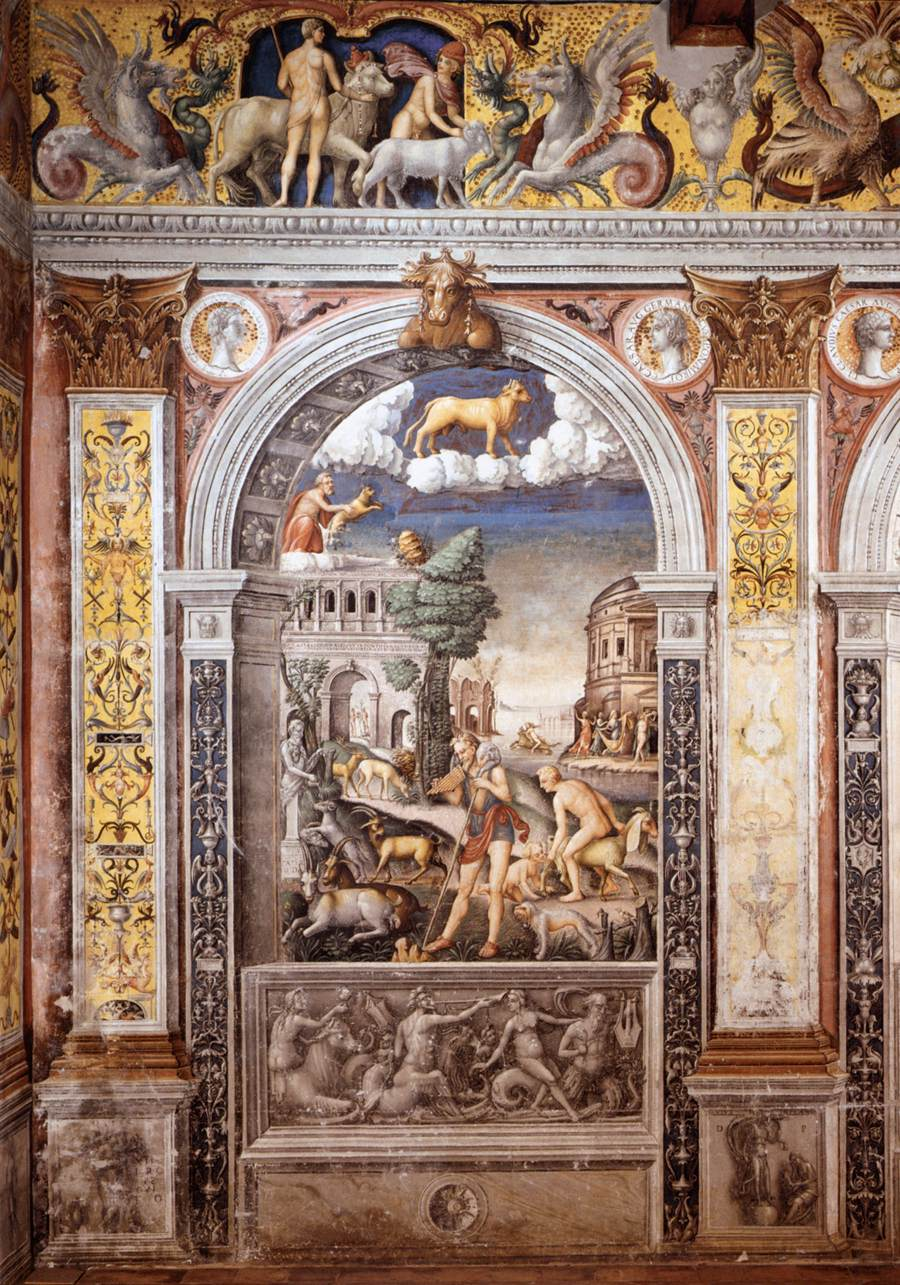
Телец
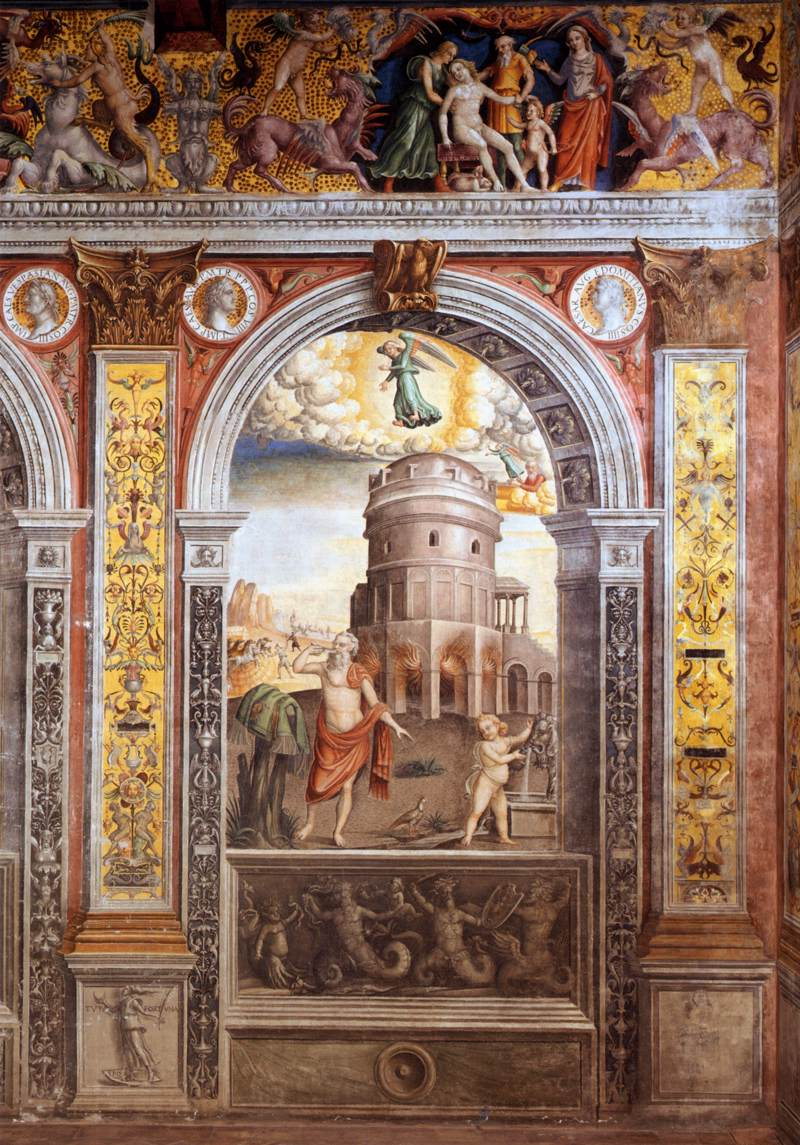
Дева